# هیوود، منچستر بزرگ
latitudeهیوود، منچستر بزرگlongitudeهیوود، منچستر بزرگ
هیوود، منچستر بزرگ (به انگلیسی: Heywood, Greater Manchester) یک شهرک در بریتانیا است که در شمال غربی انگلستان واقع شده‌است.

## خصوصیات
هیوود ۲۸٬۰۲۴ نفر جمعیت دارد.

## خواهرخوانده
شهر پاینه خواهرخواندهٔ هیوود، منچستر بزرگ هست.